# 片岡仁左衛門 (7代目)
七代目 片岡仁左衛門（しちだいめ かたおか にざえもん、宝暦5年〈1755年〉 - 天保8年3月1日〈1837年4月5日〉）とは、江戸時代中期から後期にかけての歌舞伎役者。屋号は松嶋屋、俳名は我童・萬麿・梅里。定紋は七つ割丸に二引。雅号は南麗舎。

## 来歴
京の生まれで初代淺尾國五郎の弟。二代目中村十蔵の門人となって中村松助と名乗り子供芝居に出る。安永6年（1776年）春、初代浅尾為十郎の門人となり、二代目淺尾國五郎を襲名。一時期、師匠爲十郎から破門され山澤國五郎と名乗ったこともあったがその後許され、京大坂の舞台で活躍する。天明8年（1788年）2月、大坂の叶雛助の許しを得て、長く絶えていた片岡仁左衛門の名跡を再興し七代目を襲名する。寛政6年（1794年）、並木五瓶とともに江戸に下り都座の舞台に出る。翌年には上方に戻り以後京大阪、名古屋などで活躍し、83歳という当時稀に見る長寿で死ぬ直前まで現役を勤めた。
門閥外から座頭まで這い上がった努力家で、時代物世話物さらに所作事をこなし、役柄も広く、立役、女形、実悪、敵役などあらゆる役に通じた。肥満体ではあったが、釣合いの取れた良い容姿だったという。実子に早世した初代片岡愛之助、養子に八代目片岡仁左衛門がいる。門人は初代片岡市蔵など。墓所は大阪市の薬王寺。